# Oh Boy (musikalbum)
Oh Boy är ett samlingsalbum av reggae- och bluessångaren Peps Persson. Albumet släpptes 1992.

## Låtlista
1. "Sicket elände"
2. "Oh boy"
3. "Falsk matematik"
4. "Ingenting gjort"
5. "Dimples"
6. "Skaka kassaskrinet"
7. "Spår"
8. "Hög Standard"
9. "Vilddjurets tecken"
10. "Främmande"
11. "För livet"
12. "Jag har bott vid en landsväg"
13. "Hem hem hem"
14. "Bom bom sen blir det svart"
15. "Styr den opp"
16. "Himlen gråter"
17. "Onådens år"
18. "Rotrock"
19. "Min trollmoj funkar"
20. "Born in the Country"
21. "Lived po lanned"
22. "Liden vid kanin"
23. "Sjung o spela"
24. "Tuff tid"
25. "Hyreskasern"
26. "Enighet"
27. "Copenhagen Blues"
28. "Se opp"
29. "Auktionsvisa"
30. "Lite grann från ovan"
31. "Upp eller ner"
32. "Håll ut"
33. "Persson ifrån stan"
34. "Liden såg"